# 扇叶直瓣苣苔
扇叶直瓣苣苔（学名：Ancylostemon flabellatus）为苦苣苔科直瓣苣苔属下的一个种。